# PC PowerPlay
PC PowerPlay (kurz PCP) war ein deutsches Computerspiel-Magazin, das bei CyPress in Höchberg verlegt wurde. Es erschien von Dezember 2004 bis September 2007 monatlich, normalerweise am letzten Mittwoch des Vormonats, und hatte spielerscheinungsabhängig pro Ausgabe etwa 180 Seiten.
Trotz des ähnlichen Namens hat das Magazin nichts mit der von 1987 bis April 2000 erschienenen Power Play zu tun.

## Geschichte
Die erste reguläre Ausgabe Dezember 2004 erschien im November 2004 mit einer DVD samt Vollversion „No One Lives Forever 2“ zum Preis von 2,99 € und versammelte bekannte und erfahrene Redakteure, die zuvor auch schon bei PC Player, GameStar, PC Games und Power Play tätig waren. Martin Deppe war der Chefredakteur (V. i. S. d. P.) der Zeitschrift, Florian Stangl sein Stellvertreter.
Mit der Ausgabe Oktober 2007 wurde das Magazin eingestellt. Abonnenten erhielten ersatzweise eines der beiden Computec-Magazine PC Games oder PC Action. Weiterhin erschien ein Sonderheft Juli–September/2007 zum Preis von 5,99 €.
Nachdem vier Re-Designs samt grundlegenden Stiländerungen dem Heft nicht zum Erfolg verholfen hatten, führte ein Video, das verbotenerweise eine Hakenkreuzfahne zeigte und auf der Heft-DVD zu finden war, dazu, dass die gesamte Auflage von den Verkaufsstellen zurückgefordert und eingestampft werden musste. Bei dem Video handelte es sich um den internationalen Trailer zu Turning Point: Fall of Liberty. Kurz darauf wurde der Cypress-Verlag von Computec Media geschluckt.
Von der ersten bis zur letzten der insgesamt 35 erschienenen regulären Ausgaben wurden rote Zahlen geschrieben.

## Ausgabeart
- PC PowerPlay DVD ab 16 (Normalausgabe, konnte auch Demos und Videos mit einer Altersbeschränkung ab 16 Jahre enthalten)

## Inhalt

### Zeitschrift
Die wichtigsten Kategorien der gedruckten Ausgabe der PC PowerPlay waren:
- Neuigkeiten aus der PC-Spiele-Szene.
- Vorschauen auf kommende PC-Spiele, die sich noch in der Entwicklung befinden.
- Tests aktueller PC-Spiele (kürzlich erschienen oder kurz vor dem Release stehend).
- Tipps, Cheats und Lösungen (im Sinne eines Computerspiels), z. B. eine Schritt-für-Schritt-Anleitung (Walkthrough) zum Durchspielen eines aktuellen Computerspiels.
- Artikel über aktuelle PC-Hardware-Komponenten mit Bezug auf Computerspiele (z. B. Grafikkarten, Joysticks und Computermäuse)
- Ein Magazinteil mit Leserbriefen und Reportagen rund um das Thema Computerspiele (z. B. die Entwicklungsgeschichte eines PC-Spieles).

### Heft-DVD
Der dem Heft beigelegte Datenträger enthielt Demos und Screenshots aktueller Spiele, Mods, Patches, Treiber, Tools, Videos ausschließlich (bis auf wenige technisch bedingte Ausnahmen) in hoher Videoauflösung (High-Resolution, 1024 × 768 Pixel) und seit der Erstauflage mehrere Vollversionen von Computerspielen. Die DVD des Sonderheftes enthielt keine Vollversion, sondern nur Videos und World of Warcraft „Add-ons“.
Mit Ausgabe 2/2007 änderte PC PowerPlay die Heft-DVD: Statt der hochwertigen Vollversionen gab es nun ältere Vollversionen, dafür mehr und längere Videos und zusätzliche Demo-Versionen sowie Mods. Gleichzeitig sank der Preis (von zwischenzeitlich 3,60 Euro) auf 2,99 Euro.

## Wertungssystem
Für die Spieletests wurde ein eigens entwickeltes Wertungssystem verwendet. Es unterschied Einzelnoten und eine Gesamtwertung.
Die Einzelnoten wurden auf einer Skala von 1 bis 10 vergeben. Folgende Kriterien wurden bewertet:
- Grafik
- Sound
- Steuerung
- Atmosphäre
- Multiplayer

Die Gesamtwertung berechnet sich unabhängig von den Einzelwertungen. Jeder der aufgeführten Tester (pro Spiel waren das zwei bis maximal sechs Redakteure) vergab seine eigene Wertung von 1 bis 100. Aus diesen Einzelwertungen wurde der Durchschnitt berechnet, der im Folgenden der Gesamtwertung entsprach.

### Awards
PC PowerPlay vergab verschiedene Auszeichnungen (Awards) für eine besondere Spielqualität unabhängig von der Wertung eines Spiels. So konnten Spiele PC Powerplay Awards für
- Fahrvergnügen (vornehmlich Rennspiele)
- Nostalgiewert (vornehmlich Neuauflagen von Klassikern)
- Rätselgüte (vornehmlich Adventure)

und noch einige andere Awards erhalten. Es war auch möglich, dass ein Spiel mehrere Auszeichnungen erhält.
Zudem erhielten Spiele mit einer besonders schlechten Bewertung den Negativpreis PC PowerPlay Gurke des Monats.

## Auflagenstatistik
Im ersten Quartal 2007 lag die durchschnittliche monatlich verkaufte Auflage nach Angaben des Verlages bei 71.650 Exemplaren. Das waren zwar 1,7 Prozent (= 1.186) mehr Hefte als im vorherigen Quartal, aber 36,9 Prozent (= 41.886) weniger Hefte als im Vergleichsquartal des Vorjahres.
| Anzahl der monatlich verkauften Exemplare    | Anzahl der monatlich verkauften Exemplare | Anzahl der monatlich verkauften Exemplare | Anzahl der monatlich verkauften Exemplare | Anzahl der monatlich verkauften Exemplare |
| -------------------------------------------- | ----------------------------------------- | ----------------------------------------- | ----------------------------------------- | ----------------------------------------- |
| Quartal                                      |                                           |                                           | Auflage a                                 |                                           |
| I/2005                                       | I/2005                                    |                                           | 132.854                                   | 132.854                                   |
| II/2005                                      | II/2005                                   |                                           | 133.767                                   | 133.767                                   |
| III/2005                                     | III/2005                                  |                                           | 122.155                                   | 122.155                                   |
| IV/2005                                      | IV/2005                                   |                                           | 101.016                                   | 101.016                                   |
| I/2006                                       | I/2006                                    |                                           | 113.536                                   | 113.536                                   |
| II/2006                                      | II/2006                                   |                                           | 114.861                                   | 114.861                                   |
| III/2006                                     | III/2006                                  |                                           | 90.716                                    | 90.716                                    |
| IV/2006                                      | IV/2006                                   |                                           | 70.464                                    | 70.464                                    |
| I/2007                                       | I/2007                                    |                                           | 71.650                                    | 71.650                                    |
| Quelle: IVW und ab I/2007 der CyPress Verlag |                                           |                                           |                                           |                                           |

| Anzahl der Abonnenten                         | Anzahl der Abonnenten | Anzahl der Abonnenten | Anzahl der Abonnenten | Anzahl der Abonnenten |
| --------------------------------------------- | --------------------- | --------------------- | --------------------- | --------------------- |
| Quartal                                       |                       |                       | Abos a                |                       |
| I/2005                                        | I/2005                |                       | 2.663                 | 2.663                 |
| II/2005                                       | II/2005               |                       | 4.067                 | 4.067                 |
| III/2005                                      | III/2005              |                       | 4.787                 | 4.787                 |
| IV/2005                                       | IV/2005               |                       | 5.911                 | 5.911                 |
| I/2006                                        | I/2006                |                       | 6.037                 | 6.037                 |
| II/2006                                       | II/2006               |                       | 6.590                 | 6.590                 |
| III/2006                                      | III/2006              |                       | 6.332                 | 6.332                 |
| IV/2006                                       | IV/2006               |                       | 6.452                 | 6.452                 |
| Quelle: IVW, ab I/2007 keine Daten erhältlich |                       |                       |                       |                       |